# Juliusz Tyszka
Juliusz Tyszka – polski teatrolog i kulturoznawca specjalizujący się w performatyce. Profesor uczelniany Uniwersytetu im. Adama Mickiewicza w Poznaniu, kierownik Zakładu Performatyki Instytutu Kulturoznawstwa UAM. Stypendysta programu Fulbrighta na New York University (1992-1993, Tisch School of the Arts). W latach 1994–2004 współpracował z Międzynarodowym Festiwalem Teatralnym "Malta" w Poznaniu. Wykładał na uniwersytetach we Francji, a od 2006 jest wykładowcą Europejskiego Uniwersytetu Viadrina we Frankfurcie nad Odrą.